# جام جهانی والیبال مردان ۱۹۹۵
اف‌آی‌وی‌بی جام جهانی والیبال مردان ۱۹۹۵ هشتمین دوره از جام جهانی مردان می‌باشد که از ۱۸ نوامبر تا ۲ دسامبر ۱۹۹۵ در ژاپن برگزار گردید. دوازده تیم ملی مردان در شهرهای سراسر ژاپن برای به دست آوردن بلیط خط سریع به بازی‌های المپیک تابستانی در آتلانتا بازی کردند. سه تیم نخست به المپیک راه پیدا می‌کردند. دوازده تیم رقیب در دو گروه موازی (موقعیت A و موقعیت B) به صورت دوره‌ای چرخشی مسابقه دادند. تیم‌ها در توکیو، سندای، فوکوشیما، چیبا، هیروشیما، کوماموتو و کاگوشیما بازی کردند. ژاپن از سال ۱۹۷۷ میزبان سنتی این رقابت است.

## نتایج
- تمام زمان‌ها براساس زمان استاندارد ژاپن (یوتی‌سی ۹:۰۰+) می‌باشد.

|  | واجد شرایط برای المپیک تابستانی ۱۹۹۶ |

|      |                     |          | مسابقات | مسابقات | ست‌ها | ست‌ها | ست‌ها   | امتیازها | امتیازها | امتیازها |
| رتبه | تیم                 | امتیازها | برد     | باخت    | برد  | باخت | نسبت   | برد      | باخت     | نسبت     |
| ---- | ------------------- | -------- | ------- | ------- | ---- | ---- | ------ | -------- | -------- | -------- |
| ۱    | ایتالیا             | ۲۲       | ۱۱      | ۰       | ۳۳   | ۳    | ۱۱٫۰۰۰ | ۵۲۶      | ۲۵۸      | ۲٫۰۳۹    |
| ۲    | هلند                | ۲۰       | ۹       | ۲       | ۳۰   | ۷    | ۴٫۲۸۶  | ۵۲۲      | ۳۴۴      | ۱٫۵۱۷    |
| ۳    | برزیل               | ۲۰       | ۹       | ۲       | ۲۹   | ۷    | ۴٫۱۴۳  | ۵۱۶      | ۲۹۷      | ۱٫۷۳۷    |
| ۴    | ایالات متحده آمریکا | ۱۹       | ۸       | ۳       | ۲۴   | ۹    | ۲٫۶۶۷  | ۴۲۹      | ۳۵۱      | ۱٫۲۲۲    |
| ۵    | ژاپن                | ۱۸       | ۷       | ۴       | ۲۱   | ۱۳   | ۱٫۶۱۵  | ۴۲۷      | ۳۷۱      | ۱٫۱۵۱    |
| ۶    | کوبا                | ۱۸       | ۷       | ۴       | ۲۳   | ۱۸   | ۱٫۲۷۸  | ۴۹۸      | ۴۹۱      | ۱٫۰۱۴    |
| ۷    | آرژانتین            | ۱۶       | ۵       | ۶       | ۱۷   | ۲۱   | ۰٫۸۱۰  | ۴۱۵      | ۴۶۱      | ۰٫۹۰۰    |
| ۸    | کرهٔ جنوبی           | ۱۴       | ۳       | ۸       | ۱۲   | ۲۴   | ۰٫۵۰۰  | ۴۰۴      | ۴۶۷      | ۰٫۸۶۵    |
| ۹    | کانادا              | ۱۴       | ۳       | ۸       | ۱۱   | ۲۷   | ۰٫۴۰۷  | ۳۸۵      | ۵۲۷      | ۰٫۷۳۱    |
| ۱۰   | چین                 | ۱۴       | ۳       | ۸       | ۱۱   | ۲۶   | ۰٫۴۲۳  | ۳۷۱      | ۴۸۳      | ۰٫۷۶۸    |
| ۱۱   | مصر                 | ۱۲       | ۱       | ۱۰      | ۶    | ۳۰   | ۰٫۲۰۰  | ۲۸۸      | ۵۰۵      | ۰٫۵۷۰    |
| ۱۲   | تونس                | ۱۱       | ۰       | ۱۱      | ۲    | ۳۳   | ۰٫۰۶۱  | ۲۸۹      | ۵۱۵      | ۰٫۵۶۱    |

### دور یکم
- میزبان:  توکیو، ژاپن

| تاریخ     | ساعت |          | امتیاز |          | ست ۱  | ست ۲  | ست ۳  | ست ۴  | ست ۵  | مجموع | گزارش |
| --------- | ---- | -------- | ------ | -------- | ----- | ----- | ----- | ----- | ----- | ----- | ----- |
| ۱۸ نوامبر |      | آرژانتین | ۳–۱    | چین      | ۱۵–۱۰ | ۹–۱۵  | ۱۵–۱۰ | ۱۵–۱۱ |       | ۵۴–۴۶ |       |
| ۱۸ نوامبر |      | ایتالیا  | ۳–۰    | مصر      | ۱۵–۵  | ۱۵–۲  | ۱۵–۸  |       |       | ۴۵–۱۵ |       |
| ۱۸ نوامبر |      | ژاپن     | ۳–۱    | کانادا   | ۱۴–۱۶ | ۱۵–۱۳ | ۱۵–۶  | ۱۵–۷  |       | ۵۹–۴۲ |       |
| ۱۹ نوامبر |      | چین      | ۳–۰    | مصر      | ۱۵–۷  | ۱۵–۴  | ۱۵–۸  |       |       | ۴۵–۱۹ |       |
| ۱۹ نوامبر |      | ایتالیا  | ۳–۰    | کانادا   | ۱۵–۳  | ۱۵–۷  | ۱۵–۱۰ |       |       | ۴۵–۲۰ |       |
| ۱۹ نوامبر |      | ژاپن     | ۳–۰    | آرژانتین | ۱۵–۱۳ | ۱۵–۳  | ۱۵–۱۰ |       |       | ۴۵–۲۶ |       |
| ۲۰ نوامبر |      | کانادا   | ۳–۲    | مصر      | ۱۲–۱۵ | ۱۶–۱۴ | ۱۵–۱۲ | ۱۰–۱۵ | ۱۵–۱۰ | ۶۸–۶۶ |       |
| ۲۰ نوامبر |      | ایتالیا  | ۳–۰    | آرژانتین | ۱۵–۴  | ۱۵–۶  | ۱۵–۳  |       |       | ۴۵–۱۳ |       |
| ۲۰ نوامبر |      | ژاپن     | ۳–۰    | چین      | ۱۵–۴  | ۱۵–۱۰ | ۱۵–۴  |       |       | ۴۵–۱۸ |       |

- میزبان:  کوماموتو، ژاپن

| تاریخ     | ساعت |                     | امتیاز |                     | ست ۱  | ست ۲  | ست ۳  | ست ۴  | ست ۵  | مجموع | گزارش |
| --------- | ---- | ------------------- | ------ | ------------------- | ----- | ----- | ----- | ----- | ----- | ----- | ----- |
| ۱۸ نوامبر |      | هلند                | ۳–۰    | تونس                | ۱۵–۱۱ | ۱۵–۴  | ۱۵–۵  |       |       | ۴۵–۲۰ |       |
| ۱۸ نوامبر |      | برزیل               | ۳–۰    | ایالات متحده آمریکا | ۱۵–۸  | ۱۵–۱۳ | ۱۵–۸  |       |       | ۴۵–۲۹ |       |
| ۱۸ نوامبر |      | کوبا                | ۳–۰    | کرهٔ جنوبی           | ۱۵–۱۱ | ۱۵–۲  | ۱۵–۱۱ |       |       | ۴۵–۲۴ |       |
| ۱۹ نوامبر |      | ایالات متحده آمریکا | ۳–۰    | تونس                | ۱۵–۷  | ۱۵–۵  | ۱۵–۹  |       |       | ۴۵–۲۱ |       |
| ۱۹ نوامبر |      | کوبا                | ۳–۲    | هلند                | ۷–۱۵  | ۱۷–۱۵ | ۸–۱۵  | ۱۵–۸  | ۱۷–۱۵ | ۶۴–۶۸ |       |
| ۱۹ نوامبر |      | برزیل               | ۳–۱    | کرهٔ جنوبی           | ۱۵–۳  | ۱۲–۱۵ | ۱۵–۳  | ۱۵–۱۱ |       | ۵۷–۳۲ |       |
| ۲۰ نوامبر |      | هلند                | ۳–۰    | ایالات متحده آمریکا | ۱۵–۱۰ | ۱۵–۷  | ۱۵–۶  |       |       | ۴۵–۲۳ |       |
| ۲۰ نوامبر |      | کرهٔ جنوبی           | ۳–۰    | تونس                | ۱۵–۱۰ | ۱۵–۹  | ۱۵–۱۰ |       |       | ۴۵–۲۹ |       |
| ۲۰ نوامبر |      | برزیل               | ۳–۰    | کوبا                | ۱۵–۹  | ۱۵–۰  | ۱۵–۹  |       |       | ۴۵–۱۸ |       |

### دور دوم
- میزبان:  هیروشیما، ژاپن

| تاریخ     | ساعت |          | امتیاز |        | ست ۱  | ست ۲ | ست ۳  | ست ۴  | ست ۵ | مجموع | گزارش |
| --------- | ---- | -------- | ------ | ------ | ----- | ---- | ----- | ----- | ---- | ----- | ----- |
| ۲۲ نوامبر |      | آرژانتین | ۳–۰    | کانادا | ۱۵–۸  | ۱۵–۹ | ۱۵–۸  |       |      | ۴۵–۲۵ |       |
| ۲۲ نوامبر |      | ایتالیا  | ۳–۰    | چین    | ۱۵–۴  | ۱۵–۳ | ۱۵–۳  |       |      | ۴۵–۱۰ |       |
| ۲۲ نوامبر |      | ژاپن     | ۳–۰    | مصر    | ۱۵–۹  | ۱۵–۵ | ۱۵–۸  |       |      | ۴۵–۲۲ |       |
| ۲۳ نوامبر |      | چین      | ۳–۱    | کانادا | ۱۵–۱۰ | ۱۵–۶ | ۱۴–۱۶ | ۱۵–۱۳ |      | ۵۹–۴۵ |       |
| ۲۳ نوامبر |      | آرژانتین | ۳–۰    | مصر    | ۱۵–۵  | ۱۵–۵ | ۱۵–۶  |       |      | ۴۵–۱۶ |       |
| ۲۳ نوامبر |      | ایتالیا  | ۳–۰    | ژاپن   | ۱۵–۴  | ۱۵–۶ | ۱۵–۸  |       |      | ۴۵–۱۸ |       |

- میزبان:  کوماموتو، ژاپن

| تاریخ     | ساعت |                     | امتیاز |           | ست ۱  | ست ۲  | ست ۳  | ست ۴  | ست ۵ | مجموع | گزارش |
| --------- | ---- | ------------------- | ------ | --------- | ----- | ----- | ----- | ----- | ---- | ----- | ----- |
| ۲۲ نوامبر |      | کوبا                | ۳–۱    | تونس      | ۱۵–۵  | ۶–۱۵  | ۱۵–۵  | ۱۵–۶  |      | ۵۱–۳۱ |       |
| ۲۲ نوامبر |      | هلند                | ۳–۱    | برزیل     | ۱۷–۱۵ | ۱۲–۱۵ | ۱۵–۷  | ۱۷–۱۵ |      | ۶۱–۵۲ |       |
| ۲۲ نوامبر |      | ایالات متحده آمریکا | ۳–۰    | کرهٔ جنوبی | ۱۵–۹  | ۱۵–۱۱ | ۱۵–۱۳ |       |      | ۴۵–۳۳ |       |
| ۲۳ نوامبر |      | برزیل               | ۳–۰    | تونس      | ۱۵–۶  | ۱۵–۹  | ۱۵–۱۲ |       |      | ۴۵–۲۷ |       |
| ۲۳ نوامبر |      | ایالات متحده آمریکا | ۳–۰    | کوبا      | ۱۵–۱۰ | ۱۵–۱۱ | ۱۵–۸  |       |      | ۴۵–۲۹ |       |
| ۲۳ نوامبر |      | هلند                | ۳–۰    | کرهٔ جنوبی | ۱۵–۴  | ۱۵–۹  | ۱۵–۱۱ |       |      | ۴۵–۲۴ |       |

### دور سوم
- میزبان:  سندای، ژاپن

| تاریخ     | ساعت |                     | امتیاز |           | ست ۱  | ست ۲  | ست ۳  | ست ۴ | ست ۵ | مجموع | گزارش |
| --------- | ---- | ------------------- | ------ | --------- | ----- | ----- | ----- | ---- | ---- | ----- | ----- |
| ۲۶ نوامبر |      | برزیل               | ۳–۰    | آرژانتین  | ۱۵–۶  | ۱۵–۳  | ۱۵–۴  |      |      | ۴۵–۱۳ |       |
| ۲۶ نوامبر |      | کرهٔ جنوبی           | ۳–۰    | چین       | ۱۵–۱۱ | ۱۵–۱۱ | ۱۵–۵  |      |      | ۴۵–۲۷ |       |
| ۲۶ نوامبر |      | ژاپن                | ۳–۰    | تونس      | ۱۵–۳  | ۱۵–۷  | ۱۵–۴  |      |      | ۴۵–۱۴ |       |
| ۲۸ نوامبر |      | هلند                | ۳–۰    | کانادا    | ۱۵–۷  | ۱۵–۱۰ | ۱۵–۱  |      |      | ۴۵–۱۸ |       |
| ۲۸ نوامبر |      | مصر                 | ۳–۰    | تونس      | ۱۵–۳  | ۱۷–۱۵ | ۱۶–۱۴ |      |      | ۴۸–۳۲ |       |
| ۲۸ نوامبر |      | ژاپن                | ۳–۰    | کرهٔ جنوبی | ۱۵–۶  | ۱۵–۱۳ | ۱۵–۹  |      |      | ۴۵–۲۸ |       |
| ۲۹ نوامبر |      | برزیل               | ۳–۰    | کانادا    | ۱۵–۵  | ۱۵–۴  | ۱۵–۶  |      |      | ۴۵–۱۵ |       |
| ۲۹ نوامبر |      | ایتالیا             | ۳–۱    | کوبا      | ۱۵–۱۲ | ۷–۱۵  | ۱۵–۸  | ۱۵–۳ |      | ۵۲–۳۸ |       |
| ۲۹ نوامبر |      | ایالات متحده آمریکا | ۳–۰    | ژاپن      | ۱۵–۷  | ۱۵–۱۲ | ۱۵–۹  |      |      | ۴۵–۲۸ |       |

- میزبان:  فوکوشیما، ژاپن

| تاریخ     | ساعت |                     | امتیاز |          | ست ۱  | ست ۲  | ست ۳  | ست ۴  | ست ۵  | مجموع | گزارش |
| --------- | ---- | ------------------- | ------ | -------- | ----- | ----- | ----- | ----- | ----- | ----- | ----- |
| ۲۶ نوامبر |      | کوبا                | ۳–۰    | کانادا   | ۱۵–۱۰ | ۱۵–۶  | ۱۵–۵  |       |       | ۴۵–۲۱ |       |
| ۲۶ نوامبر |      | ایتالیا             | ۳–۱    | هلند     | ۱۳–۱۵ | ۱۵–۶  | ۱۵–۸  | ۱۵–۳  |       | ۵۸–۳۲ |       |
| ۲۶ نوامبر |      | ایالات متحده آمریکا | ۳–۰    | مصر      | ۱۵–۱۰ | ۱۵–۸  | ۱۵–۹  |       |       | ۴۵–۲۷ |       |
| ۲۸ نوامبر |      | کوبا                | ۳–۲    | آرژانتین | ۱۵–۱۳ | ۸–۱۵  | ۷–۱۵  | ۱۵–۱۳ | ۱۸–۱۶ | ۶۳–۷۲ |       |
| ۲۸ نوامبر |      | ایتالیا             | ۳–۱    | برزیل    | ۱۵–۹  | ۱۰–۱۵ | ۱۶–۱۴ | ۱۵–۸  |       | ۵۶–۴۶ |       |
| ۲۸ نوامبر |      | ایالات متحده آمریکا | ۳–۰    | چین      | ۱۵–۷  | ۱۵–۴  | ۱۵–۶  |       |       | ۴۵–۱۷ |       |
| ۲۹ نوامبر |      | هلند                | ۳–۰    | آرژانتین | ۱۵–۷  | ۱۵–۲  | ۱۵–۶  |       |       | ۴۵–۱۵ |       |
| ۲۹ نوامبر |      | کرهٔ جنوبی           | ۳–۰    | مصر      | ۱۵–۱۰ | ۱۵–۷  | ۱۵–۱  |       |       | ۴۵–۱۸ |       |
| ۲۹ نوامبر |      | چین                 | ۳–۱    | تونس     | ۱۱–۱۵ | ۱۵–۷  | ۱۵–۷  | ۱۵–۷  |       | ۵۶–۳۶ |       |

### دور چهارم
- میزبان:  توکیو، ژاپن

| تاریخ     | ساعت |                     | امتیاز |                     | ست ۱  | ست ۲  | ست ۳  | ست ۴  | ست ۵ | مجموع | گزارش |
| --------- | ---- | ------------------- | ------ | ------------------- | ----- | ----- | ----- | ----- | ---- | ----- | ----- |
| ۳۰ نوامبر |      | کانادا              | ۳–۰    | تونس                | ۱۵–۱۲ | ۱۵–۵  | ۱۵–۱۲ |       |      | ۴۵–۲۹ |       |
| ۳۰ نوامبر |      | ایالات متحده آمریکا | ۳–۰    | آرژانتین            | ۱۵–۱۱ | ۱۵–۵  | ۱۵–۱۲ |       |      | ۴۵–۲۸ |       |
| ۳۰ نوامبر |      | ژاپن                | ۳–۱    | کوبا                | ۱۳–۱۵ | ۱۵–۵  | ۱۶–۱۴ | ۱۵–۷  |      | ۵۹–۴۱ |       |
| ۱ دسامبر  |      | ایتالیا             | ۳–۰    | ایالات متحده آمریکا | ۱۵–۸  | ۱۵–۸  | ۱۵–۴  |       |      | ۴۵–۲۰ |       |
| ۱ دسامبر  |      | برزیل               | ۳–۰    | چین                 | ۱۵–۴  | ۱۵–۷  | ۱۵–۷  |       |      | ۴۵–۱۸ |       |
| ۱ دسامبر  |      | هلند                | ۳–۰    | ژاپن                | ۱۵–۳  | ۱۵–۱۱ | ۱۵–۱۲ |       |      | ۴۵–۲۶ |       |
| ۲ دسامبر  |      | ایتالیا             | ۳–۰    | تونس                | ۱۵–۵  | ۱۵–۵  | ۱۵–۹  |       |      | ۴۵–۱۹ |       |
| ۲ دسامبر  |      | کوبا                | ۳–۱    | چین                 | ۱۴–۱۶ | ۱۵–۱۱ | ۱۵–۱۲ | ۱۵–۱۳ |      | ۵۹–۵۲ |       |
| ۲ دسامبر  |      | برزیل               | ۳–۰    | ژاپن                | ۱۵–۳  | ۱۵–۵  | ۱۵–۴  |       |      | ۴۵–۱۲ |       |

- میزبان:  چیبا، ژاپن

| تاریخ     | ساعت |                     | امتیاز |           | ست ۱  | ست ۲  | ست ۳  | ست ۴  | ست ۵ | مجموع | گزارش |
| --------- | ---- | ------------------- | ------ | --------- | ----- | ----- | ----- | ----- | ---- | ----- | ----- |
| ۳۰ نوامبر |      | ایتالیا             | ۳–۰    | کرهٔ جنوبی | ۱۵–۱۳ | ۱۵–۷  | ۱۵–۱۰ |       |      | ۴۵–۳۰ |       |
| ۳۰ نوامبر |      | هلند                | ۳–۰    | چین       | ۱۵–۱۰ | ۱۵–۱۰ | ۱۵–۳  |       |      | ۴۵–۲۳ |       |
| ۳۰ نوامبر |      | برزیل               | ۳–۰    | مصر       | ۱۵–۲  | ۱۵–۶  | ۱۵–۸  |       |      | ۴۵–۱۶ |       |
| ۱ دسامبر  |      | آرژانتین            | ۳–۰    | تونس      | ۱۵–۱۲ | ۱۵–۸  | ۱۵–۱۲ |       |      | ۴۵–۳۲ |       |
| ۱ دسامبر  |      | کانادا              | ۳–۱    | کرهٔ جنوبی | ۱۵–۹  | ۸–۱۵  | ۱۵–۱۰ | ۱۵–۱۰ |      | ۵۳–۴۴ |       |
| ۱ دسامبر  |      | کوبا                | ۳–۰    | مصر       | ۱۵–۶  | ۱۵–۱۱ | ۱۵–۴  |       |      | ۴۵–۲۱ |       |
| ۲ دسامبر  |      | ایالات متحده آمریکا | ۳–۰    | کانادا    | ۱۵–۱۳ | ۱۵–۱۰ | ۱۵–۱۰ |       |      | ۴۵–۳۳ |       |
| ۲ دسامبر  |      | هلند                | ۳–۰    | مصر       | ۱۵–۳  | ۱۵–۹  | ۱۵–۸  |       |      | ۴۵–۲۰ |       |
| ۲ دسامبر  |      | آرژانتین            | ۳–۱    | کرهٔ جنوبی | ۱۲–۱۵ | ۱۶–۱۴ | ۱۶–۱۴ | ۱۵–۱۱ |      | ۵۹–۵۴ |       |

## رده‌بندی نهایی
| رتبه | تیم                 |
| ---- | ------------------- |
| 1    | ایتالیا             |
| 2    | هلند                |
| 3    | برزیل               |
| ۴    | ایالات متحده آمریکا |
| ۵    | ژاپن                |
| ۶    | کوبا                |
| ۷    | آرژانتین            |
| ۸    | کرهٔ جنوبی           |
| ۹    | چین                 |
| ۱۰   | کانادا              |
| ۱۱   | مصر                 |
| ۱۲   | تونس                |

| قهرمان جام جهانی ۱۹۹۵    |
| ------------------------ |
| · ایتالیا · نخستین عنوان |

| فهرست ۱۰ نفره |
| آندره‌آ سارتورتی، آندره‌آ جیانی، لورنزو برناردی، مارکو براچی، آندره آ گاردینی، پاسکواله گراوینا، ساموئل پاپی، آندره‌آ زورزی، ویگور بوولنتا، David Bellini |
| سرمربی: |
| خولیو ولاسکو |

## جوایز
| - باارزش‌ترین بازیکن آندره‌آ جیانی - امتیاز آورترین بازیکن مارکوس میلینکوویچ - بهترین اسپک زننده بس ون د گور - بهترین دفاع کننده میانی جیسون هالدین - بهترین پاسور لویی بال |